# 草席钟螺
草席钟螺，又名磚牆石疊螺，是钟螺科草蓆鐘螺屬。

## 型態特徵
如同其他同科物種，本物種的殼口有一顆很顯著的齒狀物。

## 分佈
本物種分佈於新加坡、马来西亚、印度尼西亚、中国大陆、台湾，常栖息在潮间带岩礁。